# Giovanni Tani

Erzbischofswappen von Giovanni Tani

Giovanni Tani (* 8. April 1947 in Sogliano al Rubicone) ist ein italienischer Geistlicher und emeritierter römisch-katholischer Erzbischof von Urbino-Urbania-Sant’Angelo in Vado.

## Leben
Giovanni Tani empfing am 29. Dezember 1973 die Priesterweihe für das Bistum Rimini.
Papst Benedikt XVI. ernannte ihn am 24. Juni 2011 zum Erzbischof von Urbino-Urbania-Sant’Angelo in Vado. Der Kardinalvikar der Diözese Rom und Erzpriester der Lateranbasilika, Agostino Vallini, spendete ihm am 17. September desselben Jahres die Bischofsweihe; Mitkonsekratoren waren Francesco Lambiasi, Bischof von Rimini, und Francesco Marinelli, emeritierter Erzbischof von Urbino-Urbania-Sant’Angelo in Vado. Als Wahlspruch wählte er In unitate spiritus sancti („In der Einheit des Heiligen Geistes“).
Papst Franziskus nahm am 7. Januar 2023 seinen altersbedingten Rücktritt an.